# ダニー・ブラウン
ダニー・ブラウン（英: Danny Brown、本名: Daniel Dewan Sewell、1981年3月16日 - ）は、アメリカ合衆国ミシガン州デトロイト出身のラッパー、ソングライター、ヒップホップミュージシャン。
2010年スタジオ・アルバム『The Hybrid』でデビュー。2011年の2作目のアルバム『XXX』で広く知られるようになる。2013年には3作目のアルバム『Old』をリリースし、米Billboard 200で18位を記録する。2016年に4作目のアルバム『Atrocity Exhibition』、2019年に5作目のアルバム『U Know What I'm Sayin?』をリリースした。

## 来歴

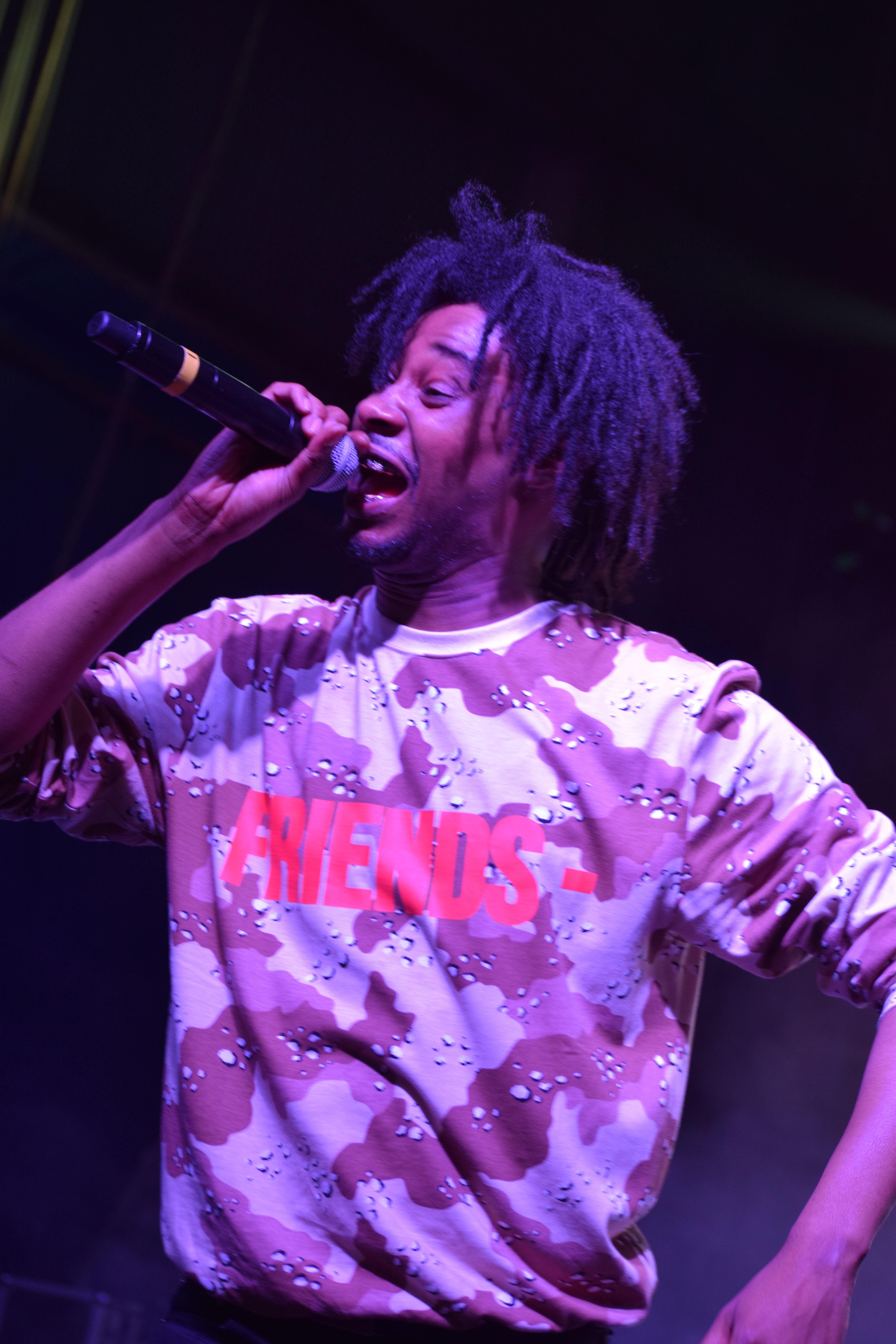
ライブでのダニー・ブラウン（2016年）

1981年3月16日、ダニー・ブラウンことダニエル・デュワン・スウェルはミシガン州デトロイトは生まれた。2003年、ラッパーのChips、DopeheadとのグループRese'vor Dogsでアルバム『Runispokets-N-Dumpemindariva』をリリースした。
2007年からはソロアーティストとしてミックステープを多数リリースした。
2010年3月16日、デビューアルバム『The Hybrid』をリリースする。
2011年8月15日、2作目のアルバム『XXX』をリリースし、批評家から高い評価を得る。
2012年、XXLのFreshmen listに選出された。3月22日、シングル「Grown Up」をリリースし、大きな話題となる。
2013年10月8日、3作目のアルバム『Old』をリリースし、米Billboard 200で18位を記録する。
2016年9月27日、4作目のアルバム『Atrocity Exhibition』をリリースする。
2019年10月4日、5作目のアルバム『U Know What I'm Sayin?』をリリースした。

## 人物

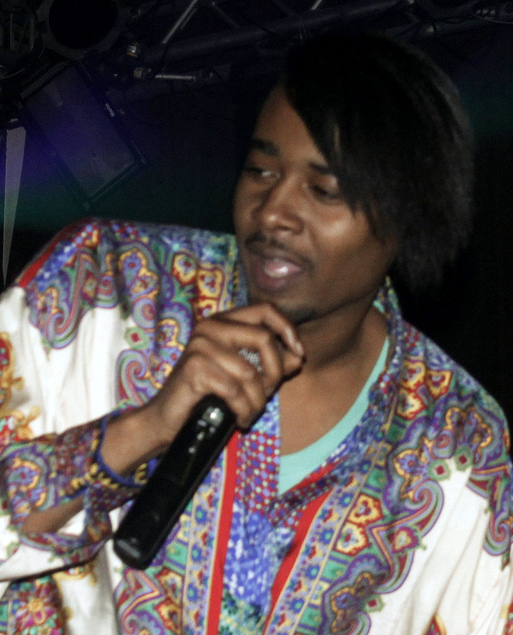
ライブでのダニー・ブラウン（2012年）

ダニー・ブラウンはデビュー当初は前歯がないことが特徴的なキャラクターとして知られていた。しかし2017年頃、歯を矯正している。

## ディスコグラフィ
スタジオアルバム 
- The Hybrid (2010年)
- XXX (2011年)
- Old (2013年)
- Atrocity Exhibition (2016年)
- U Know What I'm Sayin? (2019年)
- Scaring the Hoes (JPEGMafiaとのコラボレーション、2023年）